# Carn Sgulain
Carn Sgulain är ett berg i Storbritannien.   Det ligger i kommunen Highland och riksdelen Skottland, i den norra delen av landet, 700 km norr om huvudstaden London. Toppen på Carn Sgulain är 920 meter över havet, eller 63 meter över den omgivande terrängen. Bredden vid basen är 1,8 km.
Terrängen runt Carn Sgulain är huvudsakligen kuperad. Trakten runt Carn Sgulain är nära nog obefolkad, med mindre än två invånare per kvadratkilometer. Närmaste större samhälle är Kingussie, 9,0 km sydost om Carn Sgulain. Omgivningarna runt Carn Sgulain är i huvudsak ett öppet busklandskap.